# De facto
A expressão latina de facto (pronúncia: [deː ˈfaktoː]) significa "na prática", tendo como sua antónima a expressão latina de jure, que significa "pela lei" ou "na teoria". Pela sua acepção jurídica, é necessário diferenciá-la do advérbio comum "de facto" de uso corrente no espanhol e no português europeu (ou "de fato", no português brasileiro).

## Exemplos
- A região da Transnístria, que de jure pertence à República da Moldávia, de facto é um país independente, sem sofrer interferências externas da nação à qual pertence segundo o direito internacional.
- A República Autônoma da Crimeia pertence de jure a Ucrânia, quando de facto pertence à Rússia.
- Não existe concorrência de facto quando apenas uma empresa controla todas as outras de uma determinada região.
- Amesterdão é a capital de jure da Holanda, mas a capital de facto é Haia.